# Колман, Рональд

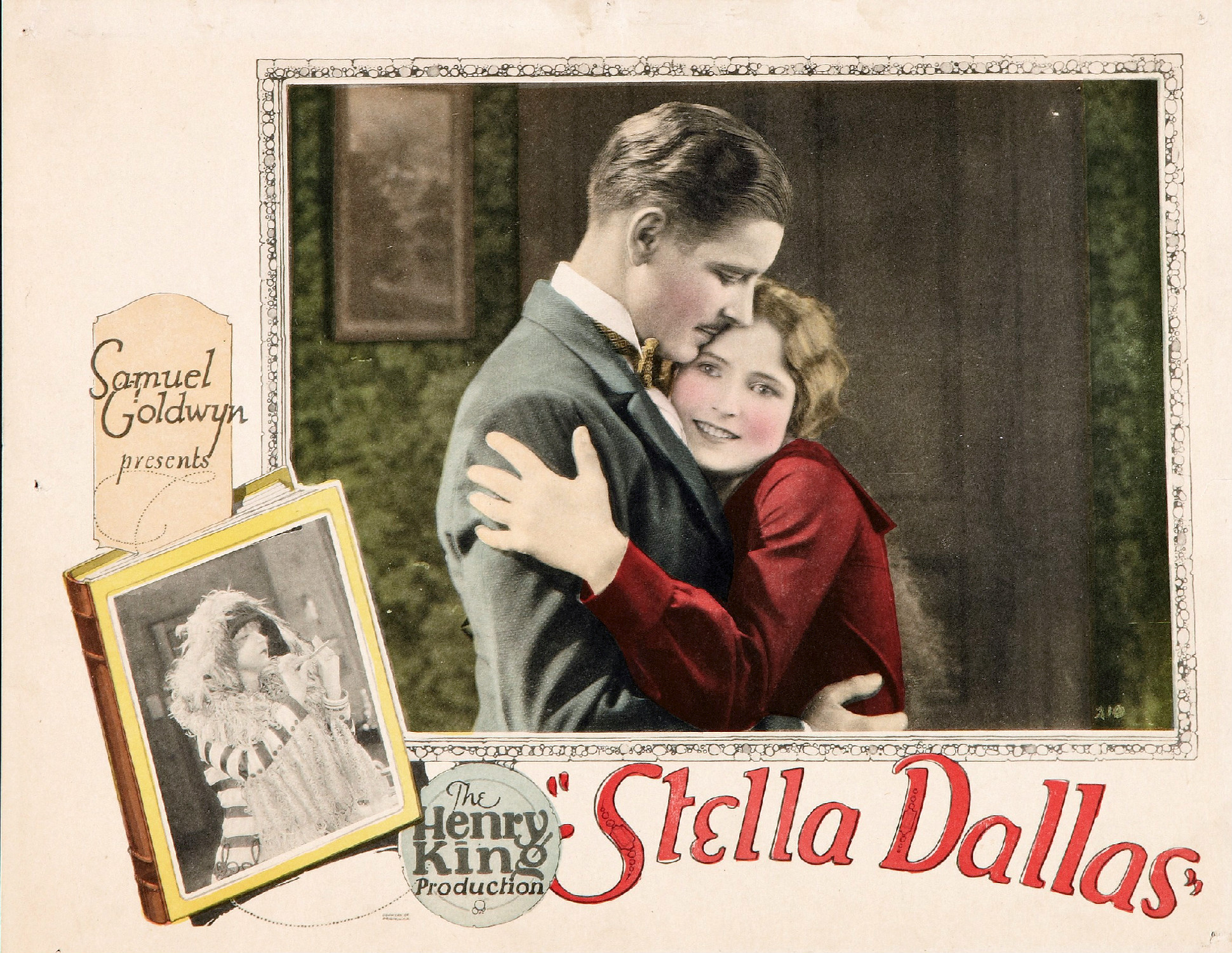
С Лоис Моран на афише фильма «Стелла Даллас (фильм, 1925)» (1925)

Ро́нальд Ко́лман (англ. Ronald Charles Colman; 9 февраля 1891[…], Ричмонд, Большой Лондон — 19 мая 1958, Санта-Барбара, Калифорния) — британский актёр.

## Биография
Рональд Колман родился в Ричмонде, графство Суррей, Англия в семье шелкопромышленника. В закрытой школе в Литтлхэмптоне он открыл для себя театр. Рональд собирался учиться на инженерном факультете в Кембридже, но внезапная смерть отца от пневмонии сделала это невозможным по финансовым причинам.
Он стал известным актёром-любителем и входил в театральное общество Восточного Мидлсекса в 1908—1909 годах. В качестве профессионального актёра он впервые появился на сцене в 1914 году. Проработав некоторое время клерком в Лондоне, он вступил в ряды Лондонского шотландского полка в 1909 году и был в первых рядах Территориальной армии Великобритании во время Первой мировой войны. Во время войны он служил вместе с такими известными актёрами как Клод Рейнс, Герберт Маршалл, Седрик Хардвик и Бэзил Рэтбоун. 31 октября 1914 года во Фландрском сражении Колман был серьёзно ранен шрапнелью в ногу. После этого он всю жизнь прихрамывал, хотя стремился скрывать это на сцене. В 1916 году он вышел в отставку по инвалидности.

### Театр
19 июня 1916 года он с успехом выступил в роли шейха Рахмата в пьесе «Махарани из Аракана» на сцене лондонского театра «Колизей» вместе с Леной Ашвелл, затем в декабре того же года в театре «Плэйхауз» в роли Стивена Уэзерби в пьесе Чарльза Годдарда «Обманчивая леди». В Королевском придворном театре в марте 1917 года он сыграл Вебера в «Партнерстве», в следующем году там же в пьесе Damaged Goods. В 1918 году в театре «Амбассадор» он играл Джорджа Любина в «Младшем брате» и Дэвида Голдсмита в The Bubble.
В 1920 году Колман эмигрировал в Америку и гастролировал совместно с Робертом Уорриком со спектаклем The Dauntless Three, затем с Фэй Бейнтер в East is West; в ньюйоркском театре Booth Theatre, в январе 1921 года он сыграл священника в пьесе Уильяма Арчера The Green Goddess с Джорджем Арлиссом. В театре «39 улица» в августе 1921 он сыграл Чарльза в The Nightcap; а в сентябре 1922 года с успехом выступает в ньюйоркском театре Empire Theatre в спектакле «Нежность».

### Кино
Впервые Рональд Колман появился на киноэкранах в Англии в 1917 и 1919 годах у кинопродюсера Сесиля Хепуорта, а позже у компании Broadwest Film Company в фильме The Snow of the Desert (1919). После выступления в Нью-Йорке в спектакле «Нежность» его заметил продюсер Генри Кинг и пригласил на главную роль в фильме «Белая сестра» (1923) вместе с актрисой Лиллиан Гиш. Фильм имел оглушительный успех. С тех пор Колман снимался исключительно в кино.
Он стал популярным актёром немого кино в мелодрамах и вестернах, среди прочих это «Тёмный ангел» (1925), «Стелла Даллас» (1925), «Победа Барбары Уорт» (1926) и «Красавчик Жест» (1926). Черноглазый брюнет с атлетической внешностью, отличный наездник, до конца своей карьеры сам исполнявший большинство каскадерских трюков в своих фильмах, был любимцем публики, а критики сравнивали его с Рудольфом Валентино, общепризнанным секс-символом Америки. До конца эпохи немого кино он снимался в паре с венгерской актрисой Вильмой Банки у продюсера Сэмюэля Голдвина, соперничая в популярности с другой известной парой Гретой Гарбо и Джоном Гилбертом.
После 1928 года Колман решает начать сольную карьеру. Но, несмотря на свой успех в немом кино, он не мог до конца раскрыть свой талант перед публикой до появления звука. Его голос называли чарующим и ласкающим слух, наряду с Гретой Гарбо и Чарли Чаплиным он был одним из немногих актёров немого кино, чья популярность только возрастала. В 1930 году первым серьёзным достижением стала номинация на премию «Оскар» за лучшую мужскую роль сразу в двух фильмах: «Осуждённые» и «Бульдог Драммонд».
В 1933 году он прекратил сотрудничество с Сэмюэлем Голдвином и стал работать на несколько киностудий. Он снимался в таких фильмах, как: «Лотерея» (1930), «Маскировка» (1933), «Клайв из Индии» (1935), «Повесть о двух городах» по роману Чарльза Диккенса (1935), «Под двумя флагами» (1936), «Пленник Зенды» (1937), «Потерянный горизонт» Фрэнка Капры, «Если бы я был королём» (1938), и «Весь город говорит» (1942) Джорджа Стивенса. За роль в фильме «Двойная жизнь» (1947) он получил премию «Оскар» как лучший актёр.
Незадолго до своей смерти Колман заключил контракт с MGM на главную роль в фильме «Деревня проклятых» (1960). После его смерти роль получил актёр Джордж Сандерс.

### Радио и телевидение
Начиная с 1945 года Колман постоянно участвовал в радиопередаче «Программа Джека Бенни» вместе со своей женой, актрисой Бенитой Хьюм. Затем появилась их собственная комедийная передача The Halls of Ivy (1950—1952), которая затем была снята на телевидении в 1954—1955 годах.
Рональд Колман скончался 19 мая 1958 года в возрасте 67 лет от лёгочной инфекции в Санта-Барбаре и похоронен на местном кладбище.

## Личная жизнь
Первая жена — Тельма Рей. Вторая жена Бенита Хьюм, дочь Джульетта.

## Фильмография
| Год       |     | Русское название                           | Оригинальное название                     | Роль                                     |
| --------- | --- | ------------------------------------------ | ----------------------------------------- | ---------------------------------------- |
| 1917      | кор | —                                          | The Live Wire                             | н/д                                      |
| 1919      | ф   | Труженики                                  | The Toilers                               | Боб                                      |
| 1919      | ф   | —                                          | A Daughter of Eve                         | эпизодическая роль                       |
| 1919      | ф   | —                                          | Sheba                                     | эпизодическая роль                       |
| 1919      | ф   | —                                          | Snow in the Desert                        | Руперт Сильвестер                        |
| 1920      | ф   | —                                          | Anna the Adventuress                      | Брендан                                  |
| 1920      | ф   | —                                          | A Son of David                            | Морис Филлипс                            |
| 1920      | ф   | —                                          | The Black Spider                          | виконт де Буре                           |
| 1921      | ф   | Наручники или поцелуи                      | Handcuffs or Kisses                       | Лодиярд                                  |
| 1923      | ф   | Белая сестра                               | The White Sister                          | капитан Джованни Северини                |
| 1923      | ф   | Вечный город                               | The Eternal City                          | эпизодическая роль                       |
| 1924      | ф   | Двадцать долларов в неделю                 | Twenty Dollars a Week                     | Честер Ривз                              |
| 1924      | ф   | Тусклость                                  | Tarnish                                   | Эммет Карр                               |
| 1924      | ф   | Её романтическая ночь                      | Her Night of Romance                      | Пол Менфорд                              |
| 1924      | ф   | Ромола                                     | Romola                                    | Карло Буселлини                          |
| 1925      | ф   | —                                          | A Thief in Paradise                       | Морис Блейк                              |
| 1925      | ф   | —                                          | The Sporting Venus                        | Дональд Макаллан                         |
| 1925      | ф   | —                                          | His Supreme Moment                        | Джон Дуглас                              |
| 1925      | ф   | Её сестра из Парижа                        | Her Sister from Paris                     | Джозеф Уэйрингер                         |
| 1925      | ф   | Тёмный ангел                               | The Dark Angel                            | капитан Алан Трент                       |
| 1925      | ф   | Стелла Даллас                              | Stella Dallas                             | Стивен Даллас                            |
| 1925      | ф   | Веер леди Уиндермир                        | Lady Windermere’s Fan                     | лорд Дарлингтон                          |
| 1926      | ф   | Кики                                       | Kiki                                      | Виктор Ринал                             |
| 1926      | ф   | Красавчик Жест                             | Beau Geste                                | Майкл «Красавчик» Жест                   |
| 1926      | ф   | Победа Барбары Уорт                        | The Winning of Barbara Worth              | Уиллард Холмс                            |
| 1927      | ф   | Ночь любви                                 | The Night of Love                         | Монтеро                                  |
| 1927      | ф   | Волшебное пламя                            | The Magic Flame                           | клоун Тито / король                      |
| 1928      | ф   | Два любовника                              | Two Lovers                                | Марк ван Рик                             |
| 1929      | ф   | Спасатели                                  | The Rescue                                | Том Лингард                              |
| 1929      | ф   | Бульдог Драммонд                           | Bulldog Drummond                          | капитан Хью «Бульдог» Драммонд           |
| 1929      | ф   | Осуждённые                                 | Condemned!                                | Майкл Оман                               |
| 1930      | ф   | Лотерея                                    | Raffles                                   | Эй Джей Раффлс                           |
| 1930      | кор | —                                          | Terra Melophon Magazin Nr. 1              | н/д                                      |
| 1930      | ф   | —                                          | The Devil to Pay!                         | Уилли Хейл                               |
| 1931      | ф   | Порочный сад                               | The Unholy Garden                         | Баррингтон Хант                          |
| 1931      | ф   | Эрроусмит                                  | Arrowsmith                                | доктор Мартин Эрроусмит                  |
| 1932      | ф   | Синара                                     | Cynara                                    | Джим Уорлок                              |
| 1933      | ф   | Маскировка                                 | The Masquerader                           | сэр Джон Чилкот / Джон Лоудер            |
| 1934      | ф   | Ответный ход Бульдога Драммонда            | Bulldog Drummond Strikes Back             | капитан Хью «Бульдог» Драммонд           |
| 1935      | ф   | Клайв из Индии                             | Clive of India                            | Роберт Клайв                             |
| 1935      | ф   | Человек, который сорвал банк в Монте-Карло | The Man Who Broke the Bank at Monte Carlo | Пол Галлард                              |
| 1935      | ф   | Повесть о двух городах                     | A Tale of Two Cities                      | Сидни Картон                             |
| 1936      | ф   | Под двумя флагами                          | Under Two Flags                           | сержант Виктор                           |
| 1937      | ф   | Потерянный горизонт                        | Lost Horizon                              | Роберт Конуэй                            |
| 1937      | ф   | Пленник Зенды                              | The Prisoner of Zenda                     | майор Рудольф Рассендилл / пленник Зенды |
| 1938      | ф   | Если бы я был королём                      | If I Were King                            | Франсуа Вийон                            |
| 1939      | ф   | Свет погас                                 | The Light That Failed                     | Дик Хелдар                               |
| 1940      | ф   | Счастливые партнёры                        | Lucky Partners                            | Дэвид Грант                              |
| 1941      | ф   | Моя жизнь с Кэролайн                       | My Life with Caroline                     | Энтони                                   |
| 1942      | ф   | Весь город говорит                         | The Talk of the Town                      | профессор Майкл Лайткэп                  |
| 1942      | ф   | Случайная жатва                            | Random Harvest                            | Чарльз Ренье                             |
| 1944      | ф   | Кисмет                                     | Kismet                                    | Хафиз                                    |
| 1947      | ф   | Покойный Джордж Эпли                       | The Late George Apley                     | Джордж Эпли                              |
| 1947      | ф   | Двойная жизнь                              | A Double Life                             | Энтони Джон                              |
| 1950      | ф   | Шампанское для Цезаря                      | Champagne for Caesar                      | Борегард Боттомли                        |
| 1952      | с   | Программа Джека Бенни                      | The Jack Benny Program                    | в роли самого себя                       |
| 1952—1954 | с   | Театр «Четыре звезды»                      | Four Star Playhouse                       | разные персонажи                         |
| 1954—1955 | с   | —                                          | The Halls of Ivy                          | доктор Уильям Тодхантер Холл             |
| 1956      | с   | Студия 57                                  | Studio 57                                 | художник                                 |
| 1956      | ф   | Вокруг света за 80 дней                    | Around the World in 80 Days               | работник железнодорожной компании        |
| 1956      | с   | Театр «Дженерал Электрик»                  | General Electric Theater                  | Грэм                                     |
| 1957      | ф   | История человечества                       | The Story of Mankind                      | дух человека                             |
| 1961      | с   | —                                          | Frances Farmer Presents                   | Дик Хелдар                               |

## Награды и премии
Рональд Колман был номинирован на «Оскар» трижды: за фильмы «Бульдог Драммонд» (1929) и «Осуждённые» (1929), «Случайная жатва» (1942) Мервина Лероя и «Двойная жизнь» (1947) Джорджа Кьюкора. Роль Энтони Джона, драматического актёра, вжившегося в роль Отеллов в фильме «Двойная жизнь»принесла ему «Оскара» (1948) и «Золотой глобус» (1947).
В 2002 году его золотая статуэтка «Оскара» была продана с аукциона Christie’s за 174 500 долларов.
Колман также имеет две звезды: одну на голливудской «Аллее славы» за выдающиеся достижения в кинематографе № 6801, а вторую за достижения на телевидении на Вайн-Стрит № 1625.